# エコーモデル
株式会社エコーモデルは、日本の鉄道模型メーカーである。鉄道模型の部品やキットなどをなどを製造、販売する。

## 概要
鉄道模型、及びそれに関係する部品類を製造、販売している。
店主の阿部敏幸は元来がアマチュアモデラーであり、雑誌「鉄道模型趣味」誌に、自身が制作したレイアウト「城新鉄道」で使用する目的の作品を発表していた。そこで発表したストラクチュアーやアクセサリーを多数製品化して1973年にエコーモデルを開店した。開業当時の店舗はわずか3坪だった。1980年には2倍のスペースになりさらに4年後に現在の店舗となった。現在販売されている製品の幾つかは、城新鉄道と共に阿部自身が発表した模型をそのまま製品化しているものである。

## 文献
- 「情熱が生んだ鉄道模型―エコーモデル・その世界2 車輌模型編」、ネコ・パブリッシング、2010年8月30日、ISBN 9784777010349。
- 「情熱が生んだ鉄道模型―エコーモデル・その世界2 車輌模型編」、ネコ・パブリッシング、2015年8月24日、ISBN 9784777018796。

## 公式サイト
- 公式ウェブサイト

| スタブアイコン | サブスタブ | この項目は、まだ閲覧者の調べものの参照としては役立たない、鉄道に関連した書きかけの項目です。この項目を加筆・訂正などしてくださる協力者を求めています（P:鉄道/PJ:鉄道）。 |

| スタブアイコン | サブスタブ | この項目は、まだ閲覧者の調べものの参照としては役立たない、企業に関連した書きかけの項目です。この項目を加筆・訂正などしてくださる協力者を求めています（PJ:経済）。 |